# Тамбовский областной комитет КПСС
Тамбовский областной комитет КПСС — руководящий партийный орган областной организации Коммунистической партии Советского Союза, существовавший в Тамбовской области с 1937 по 1991 год. Являлся высшим органом  областной организации КПСС между областными конференциями КПСС. Образован вместе с областью на части территории Воронежской области. Располагался в областном центре – городе Тамбове.
Комитет избирался областными конференциями КПСС. Занимался реализацией решений областных конференций, организацией и утверждением районных партийных организаций Тамбовской области, выполнением решений ЦК партии. Подчинялся (до 1990 года) Центральному комитету КПСС ( с 1990 – ЦК коммунистической партии РСФСР).
Для повседневного руководства работой областной партийной организации обком избирал бюро, а для рассмотрения текущих вопросов и проверки их исполнения создавал секретариат. На пленумах комитетов утверждались также председатели партийных комиссий, заведующие отделами этих комитетов, редакторы партийных газет и журналов. Для рассмотрения текущих вопросов и проверки их исполнения создавался секретариат. Пленум областного комитета созывался не реже одного раза в четыре месяца.
Высшим должностным лицом областной организации КПСС являлся первый секретарь, избиравшийся на пленуме областного комитета КПСС по предложению секретариата Центрального Комитета КПСС. Кандидатуры второго (как правило, отвечал за организационные вопросы) и третьего секретарей (как правило, отвечал за идеологические вопросы) согласовывались также с секретариатом ЦК КПСС.
Обком КПСС отвечал за проведение политики партии в области, вёл политическую и организаторскую работу по выполнению всеми государственными и общественными организациями директив и решений партии, указаний её Центрального комитета, проводил идеологическую работу, руководил работой Советов депутатов трудящихся, профсоюзов, комсомола и других организаций, а также средств массовой информации через работающих в них коммунистов, решал социально-экономические задачи, контролировал деятельность учреждений науки, культуры, образования, занимался подбором и расстановкой руководящих кадров, организацией учреждений партии в пределах области.

## Первые секретари
- 1937—1938 — Чуканов, Иван Афанасьевич
- 1938—1938 — Седин, Иван Корнеевич
- 1938—1940 — Силкин, Григорий Петрович
- 1940—1942 — Логинов, Николай Алексеевич
- 1942—1951 — Волков, Иван Алексеевич
- 1951—1952 — Крахмалёв, Михаил Константинович
- 1952—1955 — Школьников, Алексей Михайлович
- 1955—1966 — Золотухин, Григорий Сергеевич
- 1966—1978 — Чёрный, Василий Ильич
- 1978—1985 — Хомяков, Александр Александрович
- 1985—1991 — Подольский, Евгений Михайлович
- 1991—1991 — Блохин, Юрий Николаевич

## Вторые секретари
- 1938—1938 — Седин, Иван Корнеевич
- 1938—1938 — Силкин, Григорий Петрович
- 1939—1943 — Пашкин, Николай Семёнович
- 1943—1948 — Майоров, Михаил Максимович
- 1948—1951 — Крахмалёв, Михаил Константинович
- 1951—1955 — Золотухин, Григорий Сергеевич
- 1959—1961 — Сухарев, Иван Иванович
- 1961—1966 — Забавников, Пётр Андреевич[1]
- 1966—1971 — Лисицын, Николай Максимович
- 1973—1976 — Макаров, Владимир Иванович
- 1976—1981 — Кочетков, Анатолий Александрович
- 1983—1984 — Манаенков, Юрий Алексеевич
- 1986—1988 — Нестеров, Владимир Арсентьевич
- 1988—1989 — Щербаков, Лев Михайлович
- 1989—1991 — Блохин, Юрий Николаевич
- 1991—1991 — Зверев В. Е.